# Kernen Omloop Echt-Susteren
Le Kernen Omloop Echt-Susteren est une course cycliste néerlandais disputée autour de la ville de Echt, créé en 2008 et faisant partie de l'UCI Europe Tour en catégorie 1.2. Il est par conséquent ouvert aux équipes continentales professionnelles belges, aux équipes continentales, à des équipes nationales et à des équipes régionales ou de clubs. Les UCI ProTeams (première division) ne peuvent pas participer. 
L'édition 2018 est annulée et la course n'a plus été organisée depuis.

## Palmarès
| Année | Vainqueur         | Deuxième             | Troisième            |
| ----- | ----------------- | -------------------- | -------------------- |
| 2008  | Rik Kavsek        | Hans Bloks           | Sander Oostlander    |
| 2009  | Jeff Vermeulen    | Bart van Haaren      | Thijs Al             |
| 2010  | Peter Schulting   | Michael Schweizer    | Wesley Kreder        |
| 2011  | Andris Smirnovs   | Jonas Ahlstrand      | Jetse Bol            |
| 2012  | Daniel Hoelgaard  | Daniel McLay         | Tino Thömel          |
| 2013  | Dylan Groenewegen | Tino Thömel          | Wim Stroetinga       |
| 2014  | Phil Bauhaus      | Patrick Clausen      | Remco te Brake       |
| 2015  | Max Walscheid     | Stan Godrie          | Johim Ariesen        |
| 2016  | Daan Meijers      | Nathan Van Hooydonck | Jan-Willem van Schip |
| 2017  | Robbert De Greef  | Morten Hulgaard      | Stijn De Bock        |